# Prisma triangolare triaumentato
In geometria, il prisma triangolare triaumentato, detto anche tetrakaidecadeltaedro, è uno dei 92 solidi di Johnson, in particolare il J51. Come suggerito dal nome, questo solido con 14 facce può essere costruito attaccando una piramide quadrata equilatera (J1) a ognuna delle tre facce equatoriali di un prisma triangolare.

## Caratteristiche
Il prisma triangolare triaumentato è uno dei 92 solidi di Johnson, in particolare quello indicato come J51, ossia un poliedro strettamente convesso avente come facce dei poligoni regolari ma comunque non appartenente alla famiglia dei poliedri uniformi, ed è il terzo di una serie di nove prismi aumentati tutti facenti parte dei solidi di Johnson.
Per quanto riguarda i nove vertici di questo poliedro, su sei di essi incidono cinque facce triangolari, e sui restanti tre incidono quattro facce triangolari.

## Formule
Considerando un prisma triangolare triaumentato avente come facce dei poligoni regolari aventi lato di lunghezza {\displaystyle a}, le formule per il calcolo del volume {\displaystyle V} e della superficie {\displaystyle A} risultano essere:
{\displaystyle V=\left({\frac {\sqrt {2}}{2}}+{\frac {\sqrt {3}}{4}}\right)a^{3}\approx 1,1401195\ldots a^{3};}
{\displaystyle A={\frac {7{\sqrt {3}}}{2}}\;a^{2}\approx 6,0621778\ldots a^{2}.}

## Poliedro duale
Il poliedro duale del prisma triangolare triaumentato è una bipiramide triangolare troncata di ordine 4, conosciuta anche come associaedro di ordine 5. L'immagine in figura mostra le sue tre facce quadrate e le sue sei facce pentagonali irregolari e congruenti.